# Elezioni presidenziali in Nigeria del 1993
Le elezioni presidenziali in Nigeria del 1993 si tennero il 12 giugno. Esse videro la vittoria di Moshood Abiola, ma furono annullate dal Presidente uscente Ibrahim Babangida, che provvide a nominare come Presidente Ernest Shonekan.

## Risultati
| Candidati      | Partiti                            | Voti       | %     |
| -------------- | ---------------------------------- | ---------- | ----- |
| Moshood Abiola | Partito Socialdemocratico          | 8 341 309  | 58,36 |
| Bashir Tofa    | Convenzione Repubblicana Nazionale | 5 952 087  | 41,64 |
| Totale         | Totale                             | 14 293 396 | 100   |